# 角田不二夫
角田 不二夫（かくた ふじお、1911年（明治44年）1月27日 - 1938年（昭和13年））は、日本の体操選手。

## 経歴・人物
静岡県出身 。1932年ロサンゼルスオリンピックと1936年ベルリンオリンピックに出場した 。画家としても知られ、雑誌「朝日スポーツ」の表紙ほかを描いたとされる。ベルリンオリンピック出場から2年後の1938年（昭和13年）に27歳の若さで夭折した。角田がロサンゼルスオリンピックで着用したユニホームは秩父宮記念スポーツ博物館に収蔵されている。

## 親族
- 父：角田浩々歌客（詩人、評論家、翻訳家）

### 注
1. ↑  ベルリンオリンピック資料の職業欄には前回[2]と異なり画家と示されていない[1]
。